# Teatro de Angered
O Teatro de Angered  - em sueco: Angereds Teater – é um teatro municipal independente da cidade sueca de Gotemburgo, localizado no bairro de Angered. Está vocacionado para apresentar "dramas recentes, escritos para crianças, jovens e adultos".

Foi fundado em 1978, na esfera do Teatro Municipal de Gotemburgo (Göteborgs Stadsteater), tendo passado a ser financiado pela Comuna de Gotemburgo (Göteborgs kommun) em 1996.